# 奥尔布河畔拉图尔
奧爾布河畔拉图尔（法語：La Tour-sur-Orb，法語發音：[la tuʁ syʁ ɔʁb]）是法国埃罗省的一个市镇，属于贝济耶区。

## 地理
奥尔布河畔拉图尔（43°39'12"N, 3°8'56"E）面积30.65 平方千米，位于法国奧克西塔尼大區埃罗省，该省份为法国南部沿海省份，南濒地中海，西南接奥德省，西北接塔恩省和阿韦龙省，东北与加尔省接壤。
与奥尔布河畔拉图尔接壤的市镇（或旧市镇、城区）包括：勒布斯凯多尔布、贝达里约、康普隆、卡尔朗卡和勒瓦、勒普拉达勒、圣艾蒂安-埃斯特雷舒、托萨克拉比利耶尔、维勒马涅-拉让蒂耶尔。

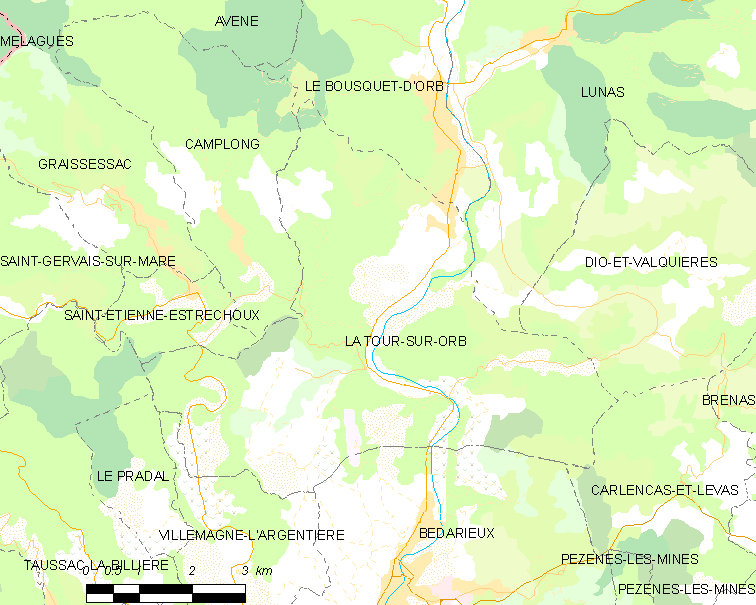
奥尔布河畔拉图尔的OSM定位图

奥尔布河畔拉图尔的时区为UTC+01:00、UTC+02:00（夏令时）。

## 行政
奥尔布河畔拉图尔的邮政编码为34260，INSEE市镇编码为34312。

## 政治
奥尔布河畔拉图尔所属的省级选区为克莱蒙莱罗县。

## 人口

1962-2008年间奥尔布河畔拉图尔人口变化图示

奥尔布河畔拉图尔于2022年1月1日时的人口数量为1346人。